# Hypericum empetrifolium
Hypericum empetrifolium är en johannesörtsväxtart. Hypericum empetrifolium ingår i johannesörtssläktet, och familjen johannesörtsväxter.

## Underarter
Arten delas in i följande underarter:
- H. e. empetrifolium
- H. e. oliganthum
- H. e. tortuosum

## Bilder

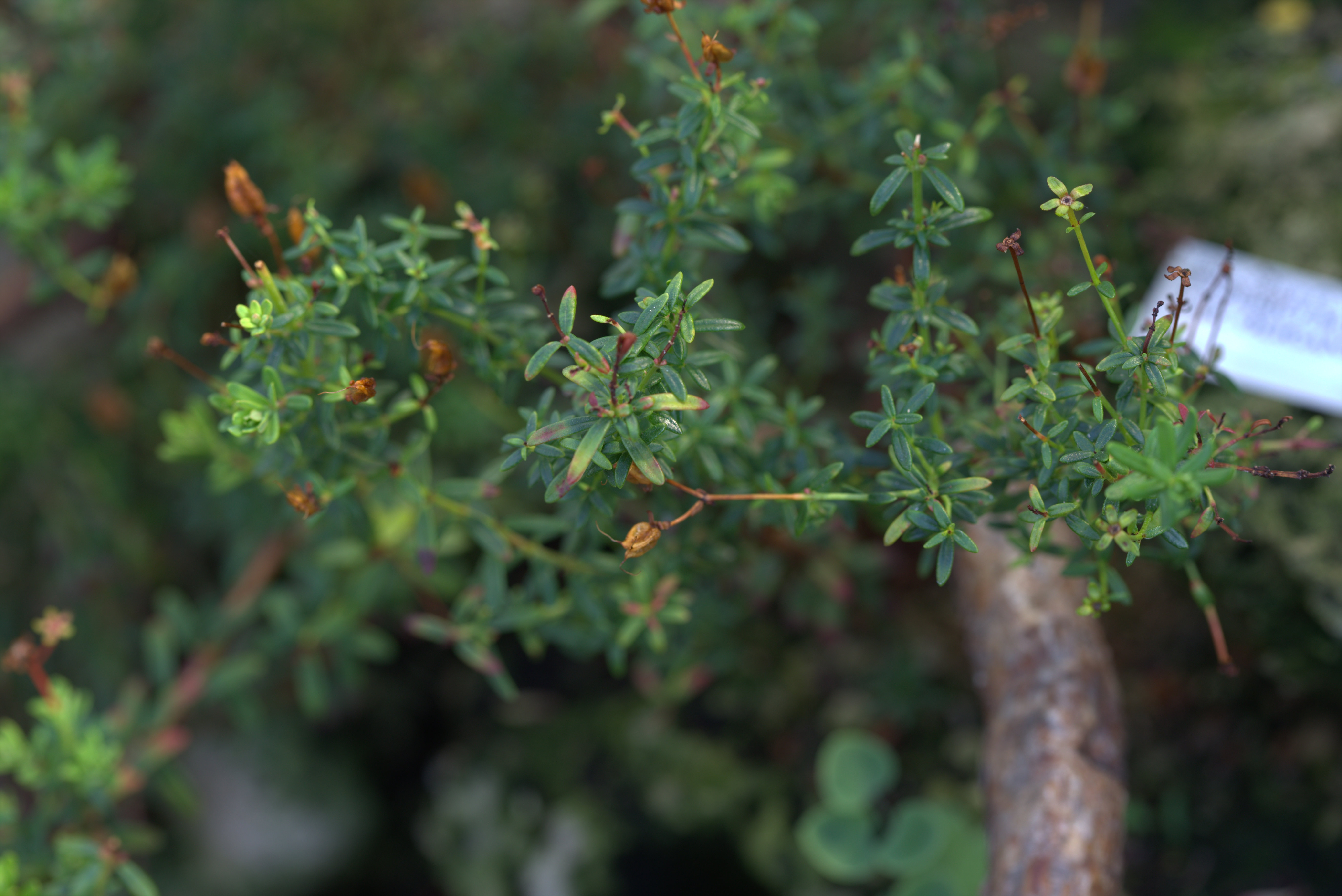
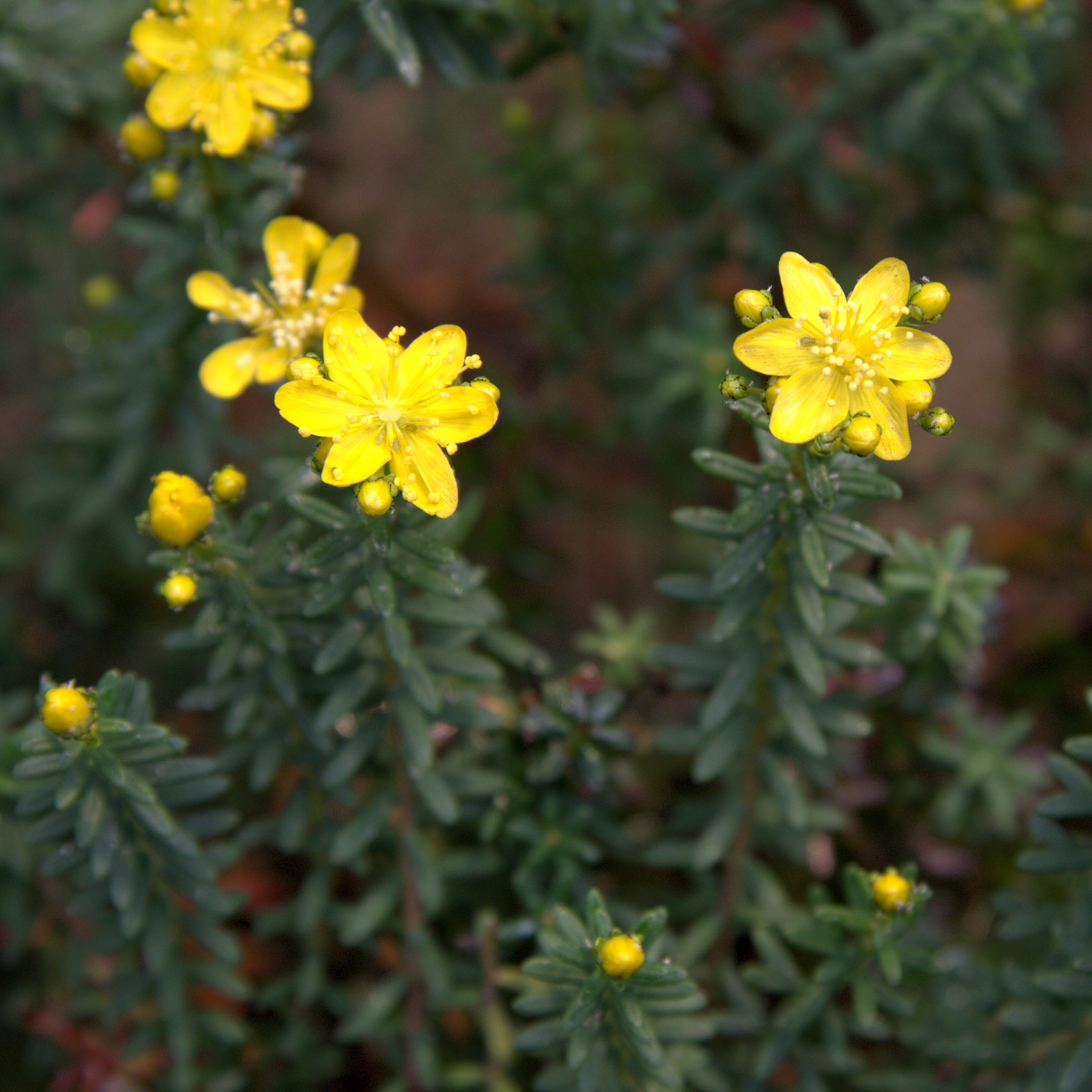
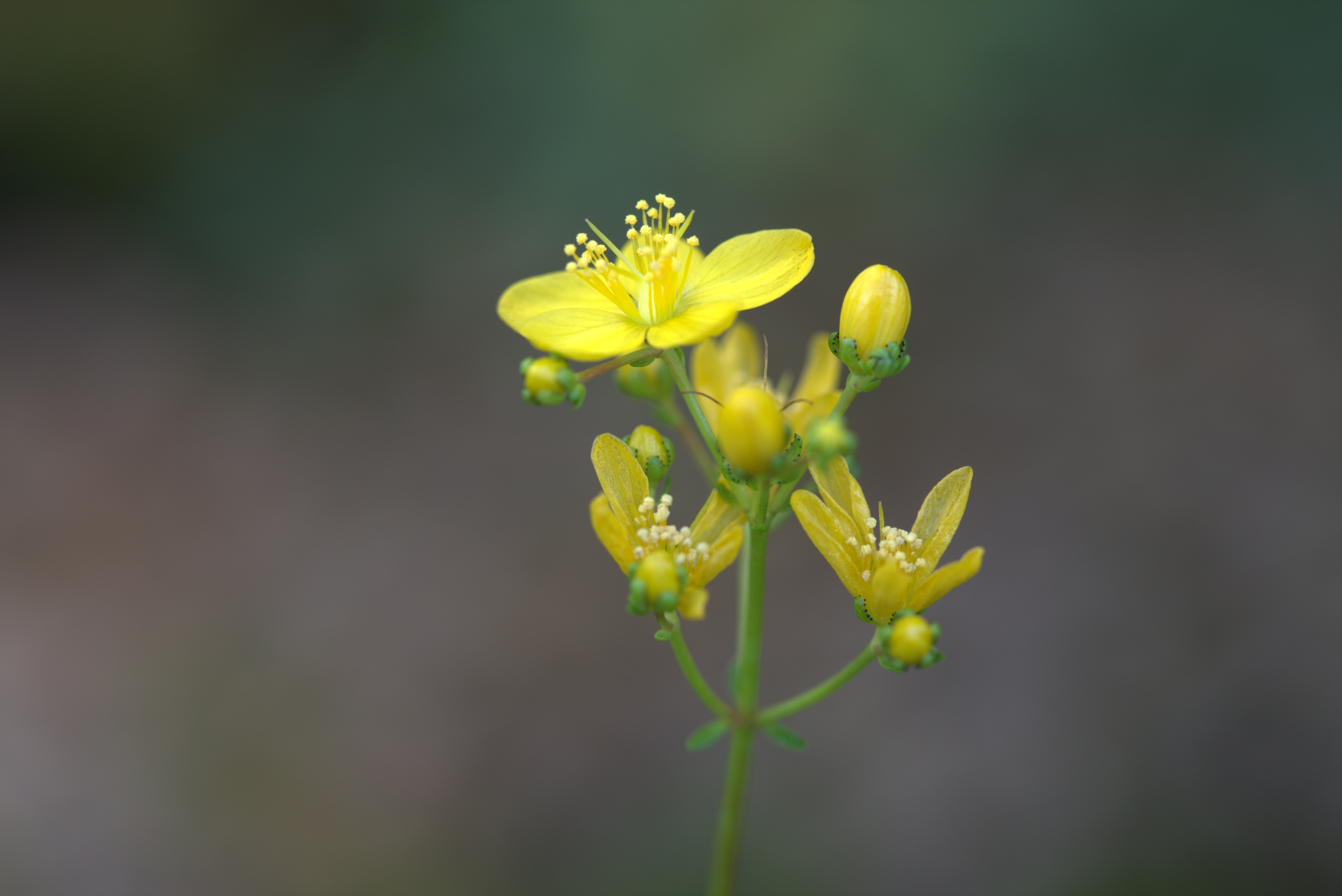